# Vladimir Nevzorov
Pour les articles homonymes, voir Nevzorov.
Vladimir Mikhaïlovitch Nevzorov  (russe : Владимир Михайлович Невзоров, né le 5 octobre 1952 à Maïkop, est un judoka soviétique. Il est sacré champion olympique en 1976 en catégorie des moins de 70 kg.
Il a été ensuite entraîneur de l'équipe soviétique de judo de 1980 à 1989 avant d'exercer deux ans en France. Il entraîne l'équipe russe de judo de 1999 à 2001.

## Palmarès
| Année | Compétition           | Lieu         | Résultat | Catégorie      |
| ----- | --------------------- | ------------ | -------- | -------------- |
| 1975  | Championnats d'Europe | Lyon         | 1er      | Moins de 70 kg |
| 1975  | Championnats du monde | Vienne       | 1er      | Moins de 70 kg |
| 1976  | Jeux olympiques       | Montréal     | 1er      | Moins de 70 kg |
| 1977  | Championnats d'Europe | Ludwigshafen | 1er      | Moins de 71 kg |